# Origyn Web Browser
Origyn Web Browser (w skrócie OWB) – przeglądarka internetowa o otwartych źródłach, oparta na silniku Webkit znanym m.in. z przeglądarek Safari czy Google Chrome. Powstała z myślą o urządzeniach takich jak telefony komórkowe, mobilne odtwarzacze multimedialne, dekodery telewizyjne i wiele innych urządzeń elektronicznych (odbiorniki GPS, radia internetowe, urządzenia bezprzewodowe itp.). 

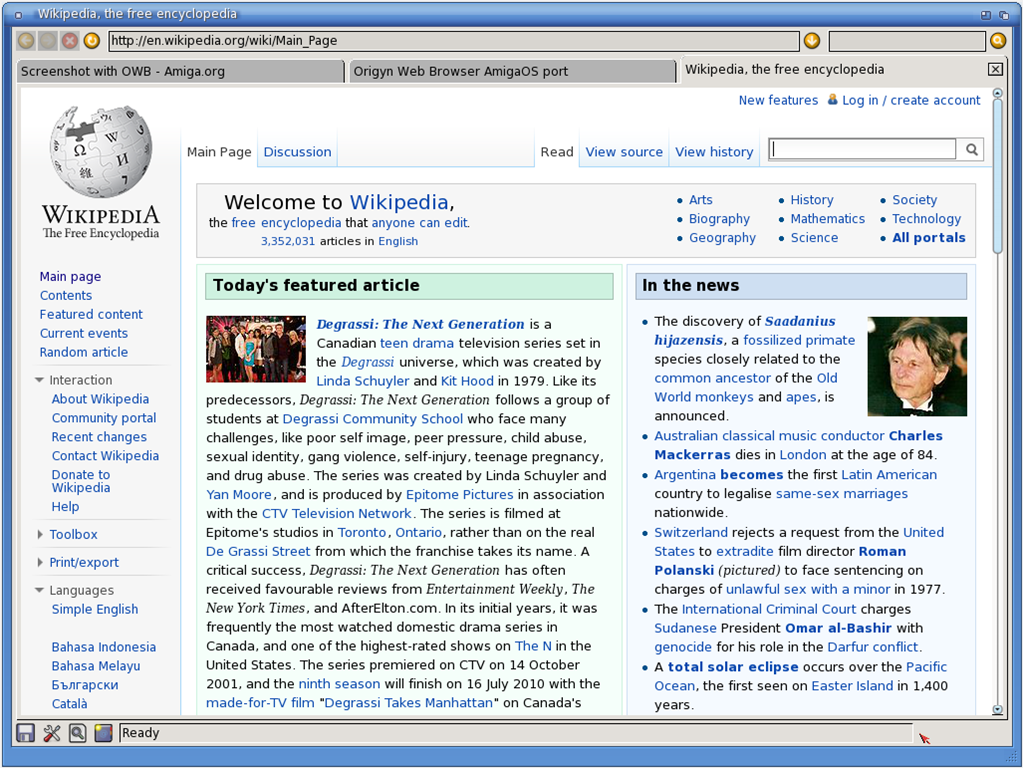
Origyn Web Browser

Przeglądarka OWB została również portowana do systemów operacyjnych Linux, AmigaOS, MorphOS, AROS.